# Telefunken

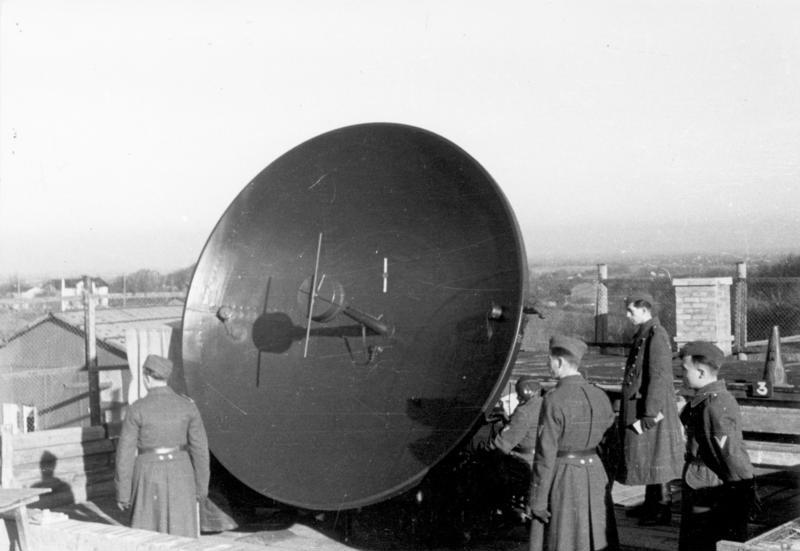
A Telefunken által gyártott „Würzburg”-radar a II. világháborúban, Franciaországban

A Telefunken 1903-ban alapított német rádiós és televíziós technikával foglalkozó cég. Eredetileg az AEG és Siemens cégekkel állt üzleti szövetségben, de a Siemens ebből 1941-ben kilépett. 1911-ben a cég mérnökei (Nikola Tesla közreműködésével) vezeték nélküli kapcsolatot létesítettek az amerikai New York és a németországi Nauen városa között. 
1967-ben beolvadt az AEG-hez, ettől kezdve a közös cég AEG-Telefunken néven futott. 1985-ben a 
Daimler felvásárolta az AEG-et, és törölte a nevéből a Telefunkent, de a márkanevet továbbra is forgalomban tartotta. Walter Bruch a Telefunkennél fejlesztette ki a PAL televíziós rendszert, amely Amerikán kívül a világon mindenhol elterjedt.

## Külső hivatkozások
- Weboldal